# Giuseppe Sasia
Pour les articles homonymes, voir Sasia.
Giuseppe Sasia, né le 26 mai 1886 à Rossana dans le Piémont italien et mort exécuté le 17 février 1936 à la prison de Draguignan (Var), est un tueur en série italien. Il fut surnommé « le tueur de bergers » et  « le tueur du Haut-Var ».

## Biographie
Giuseppe Sasia arrive en France à la fin du XIXe siècle, à l’âge de dix ans. Son père est un paysan italien qui a immigré en France avec sa famille. Les Sasia s’installent aux Arcs où ils exploitent leur propriété. Après la mort de son père et de retour en Italie de sa mère, il revend, avec son frère, la propriété familiale,. Il rachète une ferme avec son frère puis ils la revendent en ayant fait un important bénéfice.
Sasia achète un restaurant aux Arcs.
Il se fait connaître par plusieurs affaires de vol et est condamné à quatre reprises. Il vit dans une petite maison en pierre au milieu d’un champ. Peu sociable, il fait peur à ses voisins. Il fréquente néanmoins une femme. Il travaille quelque temps dans un restaurant à Draguignan, ville où il se rend pour s’acheter ses munitions.
Il aurait une liaison avec une Dracénoise, qui le rejeta quand il n’eut plus d’argent. Il aurait eu un bar à Draguignan que tenait une femme.

## Les crimes du Haut-Var
Ses crimes sont commis dans un périmètre particulier ; les journalistes les regroupent sous le nom des "crimes du Haut-Var".

### Joseph Roumo
Joseph Roumo est assassiné devant sa boutique à Flayosc, en 1930. Il est tué dans des circonstances présentant des similitudes avec le meurtre des quatre autres victimes. La justice ne le poursuit finalement pas pour ce crime.

### Marius Vassal
Alors qu’il fait une sieste près d’un chêne à Taradeau, Marius Vassal, horticulteur, est tué d’un coup de fusil le 4 mars 1934,. Son corps est retrouvé caché et les environ cent francs qu’il transportait avec lui ont disparu. Dans un premier temps, le juge chargé de l’enquête inculpe un "dément", qui décède peu après. Ce dernier est parfois considéré comme une autre victime de cette affaire.

### Fernand Troin
Fernand Troin est assassiné à Flayosc le 5 août 1934,,. L’octogénaire rentre chez lui avec des provisions quand il passe près du lieu où le tueur est posté. Ce dernier l’abat d’un coup de fusil pour lui voler ses provisions et les dix francs qu’il transporte. Une postière qui affirme avoir vu le tueur ne reconnaît pas Sasia lors d’une confrontation.

### Félicien Rouvier
Félicien Rouvier, 35 ans, est assassiné le 19 octobre 1934 à Ampus. Sasia, qui connaît les lieux, sait que la bergerie de Morja est déserte dans la journée et que le berger a de l’argent sur lui. Il se poste dans une alcôve en attendant le retour de Félicien Rouvier avec ses moutons à la tombée de la nuit. Alors qu’il entre dans la maison, le berger est atteint d’un tir de chevrotine et s’effondre.
Sasia lui vole une montre, un mouchoir, et environ 150 francs alors que la victime agonise,.
Il avoue le crime après la découverte dans ses poches, lors de son arrestation, de la montre du berger. Il affirme avoir agi pour payer ses amendes.

### Gianni Galliano
Le chauffeur Gianni Galliano, 26 ans, est assassiné à Vérignon, alors qu’il réalise un trajet professionnel le 30 novembre 1934,,. Lors de la perquisition du domicile de Sasia, les gendarmes découvrent la présence de gants de Galliano, ce qui conduit à de premiers aveux. Sasia affirme alors avoir eu une altercation avec le chauffeur sur la route du plateau de Canjuers et lui avoir tiré dessus avant de le voler puis de cacher le corps. Il reconnaît ensuite avoir crié lors de son passage pour immobiliser le véhicule avant de lui tirer dessus pour le voler. Le mobile est le même que pour Félicien Rouvier.

## Arrestation
Il est arrêté par deux gendarmes patrouillant le long de la voie ferrée reliant Vidauban au Arcs. Il marche avec son fusil en bandoulière, peut-être à la recherche d’une nouvelle victime, et son attitude provoque l’intérêt des gendarmes qui le contrôlent. Il correspond au signalement diffusé huit jours plus tôt. Sasia ne pouvant présenter de permis de chasse, il est conduit à la gendarmerie. Il avoue immédiatement avoir chassé sans permis et affirme avoir été condamné à plusieurs reprises pour vol. Il donne le lieu de sa résidence, une maison dans le quartier des Nouradons aux Arcs.
Les gendarmes découvrent sur lui la montre volée sur le cadavre de Félicien Rouvier. Sasia avoue rapidement dans un premier temps le crime. Il explique avoir prémédité son action, attendu le berger et l’avoir tué le 19 octobre 1934. Dès lors, les gendarmes perquisitionnent son logement, où ils retrouvent notamment six montres, cinq porte-feuilles et une paire de gants. Celle-ci se révèle être les gants de Galliano. Sasia avoue le crime, prétextant dans un premier temps une dispute avant, en garde à vue, de reconnaître avoir tué pour voler.
Il reconnaît ensuite le meurtre de Marius Vassal et de Fernand Troin. Néanmoins, il affirme ne pas être l’auteur du crime de Joseph Roumo quelques années plus tôt.
Présenté le lendemain à un juge d’instruction, il revient en partie sur ses aveux, ne reconnaissant plus que les deux crimes pour lesquels il existe des preuves matérielles : celui de Rouvier et de Galliano. Il affirme avoir commis les crimes pour trouver de l’argent pour payer ses amendes pour vol et chasse sans permis, et ainsi échapper à la prison. Les enquêteurs retrouvent deux virements réalisés le lendemain des deux meurtres. La présence de plusieurs montres laissent craindre d’autres victimes.
Il déclare après son arrestation : « J'ai mérité la guillotine ».
Le 18 décembre il est inculpé des quatre meurtres, pour meurtre avec préméditation, suivi de vol, et, selon les crimes, avec ou sans guet-apens et sur un grand chemin (circonstance aggravante).

## Procès
Il est jugé devant les assises durant deux jours à partir du 5 novembre 1935. Il reconnaît les meurtres de Rouvier et Galliano, mais plaide la légitime défense dans une tentative de vol tournant mal. Il nie être l’auteur des deux autres meurtres.
Les experts analysent que les quatre victimes ont été abattues dans des circonstances analogues, à la chevrotine, avec des munitions de même calibre et composées de la même manière. Les tirs ont été réalisés à 4-5 mètres des victimes.
Le médecin-chef de l’hôpital des fous de Pierrefeu, Henriette Pélissier, le reconnaît pleinement conscient de ses actes. Elle déclare : « C'est un homme qui possède à un haut degré le sentiment des choses matérielles et qui a la mentalité d'un homme des bois ; il est loin des civilisés. Son niveau mental est inférieur et, à force de braconner, il a assimilé les hommes aux animaux qu'il tuait. Son émotivité est nulle et son regret est purement verbal. Mais Sasia n'est pas fou. ».
Les horlogers ayant réparé la montre de Vassal reconnaissent celle qui leur est montrée et qui a été retrouvée au domicile de Sasia.
Après quelques minutes de délibération, les jurés le reconnaissent coupable des quatre crimes et le condamnent à la peine de mort. Plus de cinq cents personnes assistent au dernier jour de procès.

## Exécution
Ses recours en grâce sont rejetés,, malgré la rencontre entre son avocat avec le président de la République.
Sasia n’a montré aucun regret avant sa condamnation. Durant sa détention dans le couloir de la mort, il demande le soutien d’un aumônier et commence à regretter ses actes. Il supporte mal l’approche de l’exécution ; il est atteint de plusieurs crises de désespoir.
Après l’exécution de Micheli Niccolini à Avignon, les bois de justice sont amenés à Draguignan.
Sasia est exécuté le 17 février 1936 à 6 h 10 rue de la République, devant la prison de Draguignan,. Si l’exécution est en place publique, un service d’ordre important est mis en place pour empêcher la population d’assister à l’exécution.
Ses dernières paroles ont été : "C’est embêtant de mourir" selon son avocat.
Son corps est déposé au cimetière de Draguignan.

## Polémique sur la non-expulsion
Une polémique naît du fait que Sasia, de nationalité italienne, a fait l’objet d’une demande d’expulsion de la gendarmerie depuis sa condamnation en correctionnelle. Or celle-ci n’avait pas été appliquée ; le secrétaire de la préfecture, accusé d’avoir favorisé des immigrés extrémistes, vient alors d’être déplacé d’office,.